# Floyd River

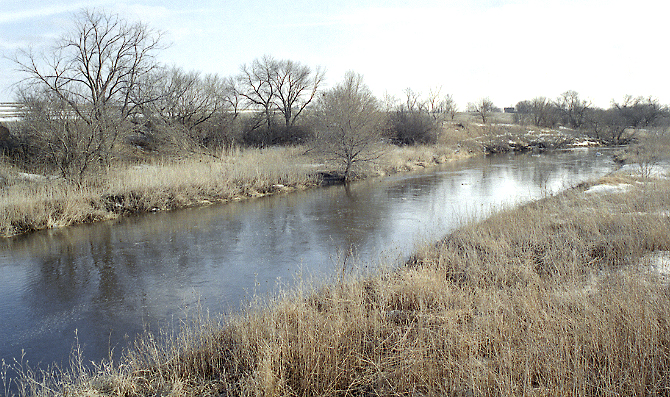
Floyd River nahe Le Mars

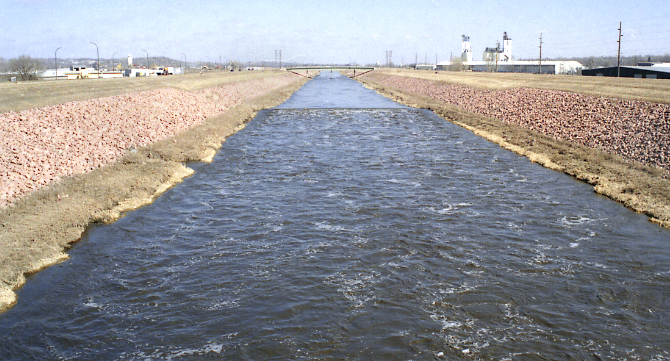
Kanalisierter Abschnitt des Floyd River in Sioux City, oberhalb seiner Mündung in den Missouri River

Der Floyd River ist ein linker Nebenfluss des Missouri River in den Vereinigten Staaten.
Er hat eine Länge von 180 km und durchfließt den Nordwesten von
Iowa und mündet schließlich in den Missouri River nahe Sioux City.
Der Fluss wurde nach Charles Floyd, einem Mitglied der Lewis and Clark Expedition, benannt.

## Verlauf
Der Floyd River hat seinen Ursprung im nordwestlichen O’Brien County nahe der Ortschaft Sanborn.
Von dort fließt er überwiegend in südwestlicher Richtung durch die Countys Sioux, Plymouth und Woodbury.
Dabei passiert er die Orte Sheldon, Hospers, Alton, Le Mars, Merrill und Hinton.
Bei Merrill nimmt der Floyd River seinen größten Nebenfluss, den etwa 65 km langen West Branch Floyd River, auf.
Der West Branch entspringt bei Boyden im Nordosten von Sioux County und fließt südwärts durch Plymouth County an Maurice and Struble vorbei.
Der Floyd River erreicht Woodbury County in der Nähe von Sioux City.
Der Floyd River hatte in der Vergangenheit mehrmals seine Ufer verlassen und schwere Überschwemmungen in den Jahren 1892 und 1953 in Sioux City verursacht.
Aus diesem Grund steht der Fluss im Mittelpunkt von Hochschutz- und Flussregulierungsmaßnahmen.
Im Floyd River kommt es immer wieder zu Fischsterben – verursacht durch Einleitungen von Tierabfällen durch Schlachtbetriebe.